# Anthracène-magnésium
L'anthracène-magnésium est un composé organométallique dérivant formellement de l'addition d'un atome de magnésium sur une molécule d'anthracène. Cet organomagnésien est dégradé par oxydation et hydrolyse au contact de l'air et de traces d'humidité. Il est généralement disponible sous forme d'adduit avec le THF.
Il a été synthétisé pour la première fois en 1965 et a fait l'objet d'études systématiques à partir des années 1980 parallèlement aux recherches sur l'hydrure de magnésium MgH2 pour le stockage de l'hydrogène. Il offre en effet une voie de synthèse vers le MgH2 sensiblement plus simple que la voie utilisée jusqu'alors, qui consistait à faire réagir de l'hydrogène sur du magnésium métallique à 500 °C sous 200 atm ; l'anthracène-magnésium permet au contraire de produire l'hydrure de magnésium à partir d'hydrogène dans des conditions de pression et de température quasiment normales.
On peut obtenir l'anthracène-magnésium avec un bon rendement en faisant réagir de l'anthracène et du magnésium métallique dans le tétrahydrofurane et le dibromométhane à une température de 20 à 60 °C. La substance pure est obtenue par lavage au tétrahydrofurane. La réaction s'inverse par chauffage, redonnant les produits de départ.
Outre son utilisation pour produire de l'hydrure de magnésium, l'anthracène-magnésium peut être utilisé pour produire des réactifs de Grignard sans partir du magnésium métallique.